# 圣狄尼修圣殿主教座堂 (雅典)
圣狄尼修圣殿主教座堂（Cathedral Basilica of St Dionysius）是位于希腊雅典的天主教宗座圣殿。内供雅典城的主保圣人，大法官狄尼修(Dionysius the Areopagite)。

## 建筑
该圣殿的原设计师是著名建筑大师莱奥·冯·克伦策（1784-1864），设计修改及监理者是建筑师Lysandros Kaftantzoglou（1811-1885）。这座圣殿位于雅典的帕内皮斯蒂米乌街与奥米鲁街（Omirou）上。大法官圣狄尼修主教座堂是雅典市中心最重要的历史遗迹之一，靠近19世纪雅典建筑中的新古典主义三部曲（Neoclassical Trilogy）——希腊国家图书馆、雅典大学、雅典科学院。
教堂于1853年动工，原设计师是杰出的巴伐利亚建筑师莱奥·冯·克伦策，对原设计稿进行修改的是他卓越的希腊同事Lysandros Kaftantzoglou。该教堂于1865年正式揭幕。该教堂属于（古罗马）三通道巴西利卡（three-aisled basilica）式样。其位置高踞帕内皮斯蒂米乌街（Panepistimiou）之上颇显威严。宽阔的15级大理石阶梯通向教堂。其西侧是Kaftantzoglou设计的一条精美绝伦的新文藝復興建築的走廊。

## 西班牙王后索菲亚的婚礼
由于该圣殿是雅典为数不多的天主教堂之一，故以其独特性吸引了八方游客。1962年5月14日，西班牙王后索菲亚也是在这里和后来成为西班牙国王胡安·卡洛斯一世的王子举行婚礼。马利亚·埃赫尼亚·林孔（Maria Eugenia Rincon）在《王后、女人与智者：西班牙的索菲亚》一书中这样写道：
“圣迪奥尼西奥是圣佩德罗的门徒，被尊为雅典城的保护神。大教堂位于帕内皮斯蒂米乌大街，离国立大学和国立图书馆不远，与柏拉图科学院毗邻。大教堂镶着白色大理石，建于100年前，意大利新古典风格；拱顶上绘有“圣狄俄尼索斯之荣”彩画；蒂罗斯绿色大理石柱，将大堂隔成一间一间小厅。”
“历史的镜子把索菲亚登上大教堂15级台阶的形象，拉近到我们的面前。主祭坛前，大主教贝内迪克托·普林特西阁下在向新人祝福。这个主祭坛，用大理石和金子垒成，上绘圣狄俄尼索斯注视三位一体神的画面。天花板装饰由一个个金色圆圈组成。从西班牙运去的五万株红色麝香石竹花，摆成一面我国国旗图形。”